# Тоза Акмурзаєв
Тоза Акмурзаєв — ватажок північно-кавказьких повстанців, 3-й імам Північного Кавказу, імам Чечні та Дагестану. Ватажок повстання 1865 року в Чечні.

## Біографія
Чеченець, належав до тейпу Харачой. У 1865 році, після Кавказької війни, у Чечні спалахнуло повстання. Очолив його Тоза Акмурзаєв з Харачоя, який і був 24 травня 1865 року. офіційно оголошено новим імамом Чечні та Дагестану.
Окупантам вдалося швидко розправитися з повсталими, які були позбавлені підтримки. Імам Тоза був схоплений разом із найближчими сподвижниками. Тозу засудили до страти, але вирок був замінений 12-ма роками каторги з наступним посиланням на вічне поселення в Сибір, інші учасники повстання були вислані до центральних губерній Росії.